# Вуков смеђаш
Вуков смеђаш (Hyponephele lupina) је дневни лептир из породице шаренаца (Nymphalidae).
Распон крила је 35-42 mm, а од сродних врста се најлакше разликује по изразито истачканој доњој страни задњег крила.
Живи свуда у јужној Европи и понегде у средњој. Налази у Србији су малобројни, претежно са југа земље.

## Споњне везе
- Lepidoptera Turkey
- "Hyponephele Muschamp, 1915" at Markku Savela's Lepidoptera and Some Other Life Forms